# Eriopyga dromas
Eriopyga dromas är en fjärilsart som beskrevs av William Schaus 1914. Eriopyga dromas ingår i släktet Eriopyga och familjen nattflyn. Inga underarter finns listade i Catalogue of Life.